# Gy GE
| GE ist das Kürzel für den Kanton Genf in der Schweiz. Es wird verwendet, um Verwechslungen mit anderen Einträgen des Namens Gy zu vermeiden. |

Gy ist eine politische Gemeinde des Kantons Genf in der Schweiz.
Gy befindet sich links des Genfersees und rechts der Seymaz an der Grenze zu Frankreich (Département Haute-Savoie).

## Geschichte
1798 wurde Jussy, zu der der Weiler Gy gehörte, eine Genfer Gemeinde. Am 9. November 1850 wurde Gy selbständig.
Erwähnt wurde Gy 1227 als Gyez und 1289 als Giez.

## Bevölkerung
| Bevölkerungsentwicklung | Bevölkerungsentwicklung | Bevölkerungsentwicklung | Bevölkerungsentwicklung | Bevölkerungsentwicklung | Bevölkerungsentwicklung | Bevölkerungsentwicklung | Bevölkerungsentwicklung | Bevölkerungsentwicklung | Bevölkerungsentwicklung | Bevölkerungsentwicklung | Bevölkerungsentwicklung |
| ----------------------- | ----------------------- | ----------------------- | ----------------------- | ----------------------- | ----------------------- | ----------------------- | ----------------------- | ----------------------- | ----------------------- | ----------------------- | ----------------------- |
| Jahr                    | 1860                    | 1900                    | 1950                    | 2000                    | 2007                    | 2010                    | 2012                    | 2014                    | 2015                    | 2016                    | 2017                    |
| Einwohner               | 189                     | 215                     | 141                     | 370                     | 413                     | 446                     | 480                     | 499                     | 508                     | 483                     | 489                     |